# 1984 (For the Love of Big Brother)
Pour les articles homonymes, voir 1984 (homonymie).
Albums de Eurythmics
Touch Dance
(1984) Be Yourself Tonight
(1985)
Singles
1. Sexcrime (Nineteen Eighty-Four)
Sortie : 22 octobre 1984
2. Julia
Sortie : Janvier 1985

1984 (For the Love of Big Brother) est le quatrième album studio d'Eurythmics, sorti le 12 novembre 1984. Il s'agit de la bande originale du film 1984.
L'album s'est classé 23e au UK Albums Chart et 93e au Billboard 200.

## Liste des titres
Toutes les chansons sont écrites et composées par Annie Lennox et Dave Stewart.
| No | Titre                           | Durée |
| -- | ------------------------------- | ----- |
| 1. | I Did It Just the Same          | 3:28  |
| 2. | Sexcrime (Nineteen Eighty-Four) | 3:58  |
| 3. | For the Love of Big Brother     | 5:05  |
| 4. | Winston's Diary                 | 1:22  |
| 5. | Greetings from a Dead Man       | 6:13  |
| 6. | Julia                           | 6:40  |
| 7. | Doubleplusgood                  | 4:40  |
| 8. | Ministry of Love                | 3:47  |
| 9. | Room 101                        | 3:50  |

Seules Sexcrime, For the Love of Big Brother, et Julia sont des chansons comportant des paroles. Winston's Diary est un instrumental, les autres morceaux comportent principalement des vocalises sans texte ou des extraits de dialogues du film dits par Annie Lennox ou David Stewart.

## Certification
| Pays        | Association | Certification | Ventes   |
| ----------- | ----------- | ------------- | -------- |
| Royaume-Uni | BPI         | Or            | 100 000+ |